# Vlaggenlijsten per land
Dit artikel geeft een overzicht van de lijsten waarop per land de in dat betreffende land gebruikte vlaggen afgebeeld staan. Het gaat hier niet alleen om nationale vlaggen, historische vlaggen en vlaggen van subnationale entiteiten, maar ook om vlaggen van bijvoorbeeld legeronderdelen, etnische minderheden, ministeries, politieke partijen en afscheidingsbewegingen.
De vlaggen van deelgebieden (provincies, deelstaten, departementen, enz.) staan gesorteerd in Vlaggen van subnationale entiteiten; voor de gemeentevlaggen bestaat er de overzichtslijst Vlaggen van gemeenten. Per land zijn de vlaggenlijsten van deelgebieden en gemeenten (indien beschikbaar) ook bereikbaar via de hieronder vermelde lijsten. Ook de artikels over de nationale vlaggen van de diverse landen en eventuele andere encyclopediewaardige vlaggen zijn via onderstaande lijsten gelinkt.

## Vlaggen van huidige staten
- Lijst van vlaggen van Afghanistan
- Lijst van vlaggen van Albanië
- Lijst van vlaggen van Algerije
- Lijst van vlaggen van Angola
- Lijst van vlaggen van Argentinië
- Lijst van vlaggen van Armenië
- Lijst van vlaggen van Australië
- Lijst van vlaggen van Azerbeidzjan
- Lijst van vlaggen van de Bahama's
- Lijst van vlaggen van België
- Lijst van vlaggen van Bolivia
- Lijst van vlaggen van Bosnië en Herzegovina
- Lijst van vlaggen van Brazilië
- Lijst van vlaggen van Bulgarije
- Lijst van vlaggen van Canada
- Lijst van vlaggen van Chili
- Lijst van vlaggen van China (Volksrepubliek China en Republiek China/Taiwan)
- Lijst van vlaggen van Colombia
- Lijst van vlaggen van de Comoren
- Lijst van vlaggen van Congo-Kinshasa
- Lijst van vlaggen van Costa Rica
- Lijst van vlaggen van Cuba
- Lijst van vlaggen van Denemarken
- Lijst van vlaggen van Duitsland
- Lijst van vlaggen van Ecuador
- Lijst van vlaggen van El Salvador
- Lijst van vlaggen van Eritrea
- Lijst van vlaggen van Estland
- Lijst van vlaggen van Finland
- Lijst van vlaggen van Frankrijk
- Lijst van vlaggen van Gambia
- Lijst van vlaggen van Georgië
- Lijst van vlaggen van Griekenland
- Lijst van vlaggen van Guatemala
- Lijst van vlaggen van Hongarije
- Lijst van vlaggen van Ierland
- Lijst van vlaggen van IJsland
- Lijst van vlaggen van India
- Lijst van vlaggen van Indonesië
- Lijst van vlaggen van Italië
- Lijst van vlaggen van Japan
- Lijst van vlaggen van Kameroen
- Lijst van vlaggen van Kenia
- Lijst van vlaggen van Kosovo
- Lijst van vlaggen van Kroatië
- Lijst van vlaggen van Letland
- Lijst van vlaggen van Liberia
- Lijst van vlaggen van Liechtenstein
- Lijst van vlaggen van Litouwen
- Lijst van vlaggen van Luxemburg
- Lijst van vlaggen van de Malediven
- Lijst van vlaggen van Maleisië
- Lijst van vlaggen van de Marshalleilanden
- Lijst van vlaggen van Mexico
- Lijst van vlaggen van Micronesië
- Lijst van vlaggen van Moldavië
- Lijst van vlaggen van Myanmar
- Lijst van vlaggen van Namibië
- Lijst van vlaggen van Nederland
- Lijst van vlaggen van Nepal
- Lijst van vlaggen van Nicaragua
- Lijst van vlaggen van Nieuw-Zeeland
- Lijst van vlaggen van Nigeria
- Lijst van vlaggen van Noorwegen
- Lijst van vlaggen van Oeganda
- Lijst van vlaggen van Oekraïne
- Lijst van vlaggen van Oezbekistan
- Lijst van vlaggen van Oostenrijk
- Lijst van vlaggen van Oost-Timor
- Lijst van vlaggen van Pakistan
- Lijst van vlaggen van Palau
- Lijst van vlaggen van Panama
- Lijst van vlaggen van Papoea-Nieuw-Guinea
- Lijst van vlaggen van Peru
- Lijst van vlaggen van Polen
- Lijst van vlaggen van Portugal
- Lijst van vlaggen van Roemenië
- Lijst van vlaggen van Rusland
- Lijst van vlaggen van Saint Kitts en Nevis
- Lijst van vlaggen van de Salomonseilanden
- Lijst van vlaggen van Saoedi-Arabië
- Lijst van vlaggen van Servië
- Lijst van vlaggen van Singapore
- Lijst van vlaggen van Slovenië
- Lijst van vlaggen van Slowakije
- Lijst van vlaggen van Soedan
- Lijst van vlaggen van Somalië
- Lijst van vlaggen van Spanje
- Lijst van vlaggen van Sri Lanka
- Lijst van vlaggen van Tanzania
- Lijst van vlaggen van Thailand
- Lijst van vlaggen van Tsjechië
- Lijst van vlaggen van Turkije
- Lijst van vlaggen van Uruguay
- Lijst van vlaggen van Vanuatu
- Lijst van vlaggen van Venezuela
- Lijst van vlaggen van het Verenigd Koninkrijk
- Lijst van vlaggen van de Verenigde Arabische Emiraten
- Lijst van vlaggen van de Verenigde Staten
- Lijst van vlaggen van Vietnam
- Lijst van vlaggen van Wit-Rusland
- Lijst van vlaggen van Zimbabwe
- Lijst van vlaggen van Zuid-Afrika
- Lijst van vlaggen van Zuid-Korea
- Lijst van vlaggen van Zuid-Soedan
- Lijst van vlaggen van Zweden
- Lijst van vlaggen van Zwitserland

## Vlaggen van historische staten
- Lijst van vlaggen van de Duitse Democratische Republiek
- Lijst van vlaggen van Joegoslavië
- Lijst van vlaggen van Oostenrijk-Hongarije
- Lijst van vlaggen van de Sovjet-Unie

## Overig
- Lijst van vlaggen van de Luftwaffe (Luchtmachten van het Derde Rijk)

Hoofdartikel: Vlaggen van de wereld      Portaal: Vlaggen en wapens
Vlaggen van A tot Z · Historische vlaggen · Handelsvlaggen van de wereld · Marinevlaggen van de wereld · Vlaggen van staten met beperkte erkenning · Vlaggen van internationale organisaties · Vlaggen van gebieden met separatistische of irredentistische bewegingen · Vlaggen van hoofdsteden · Vlaggenlijsten per land · Vlaggen van afhankelijke gebieden · Vlaggen van subnationale entiteiten · Vlaggen van gemeenten · Vlaggen van micronaties · Taalvlag
Zie ook: Vexillologie · Vlag · Vlaginstructie · Wimpel